# The Flash and Crash Days
The Flash and Crash Days é uma peça de teatro escrita e dirigida por Gerald Thomas e estrelada por Fernanda Torres e Fernanda Montenegro.